# Церковь Сен-Пьер-де-Монмартр

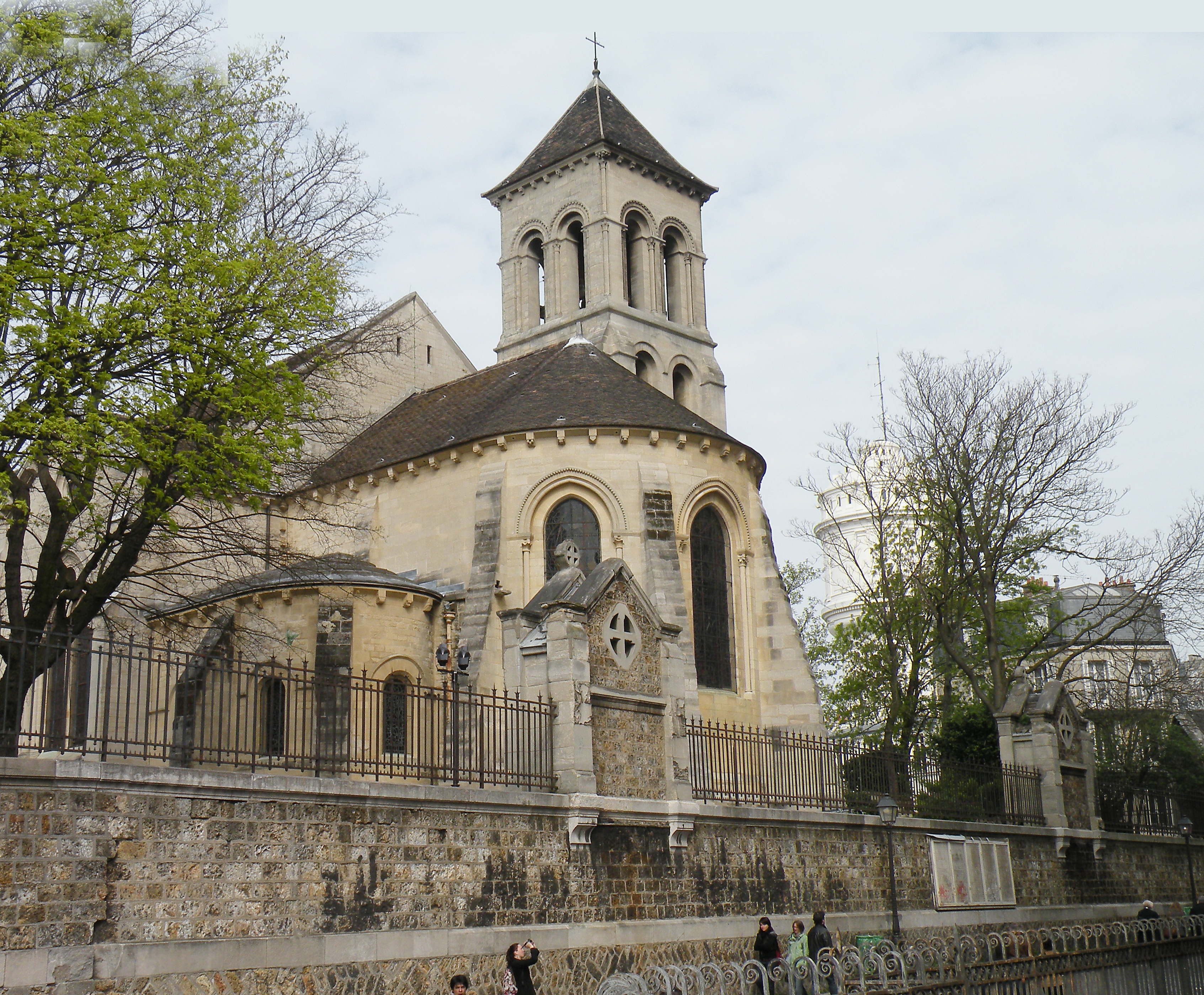
Церковь Сен-Пьер-де-Монмартр

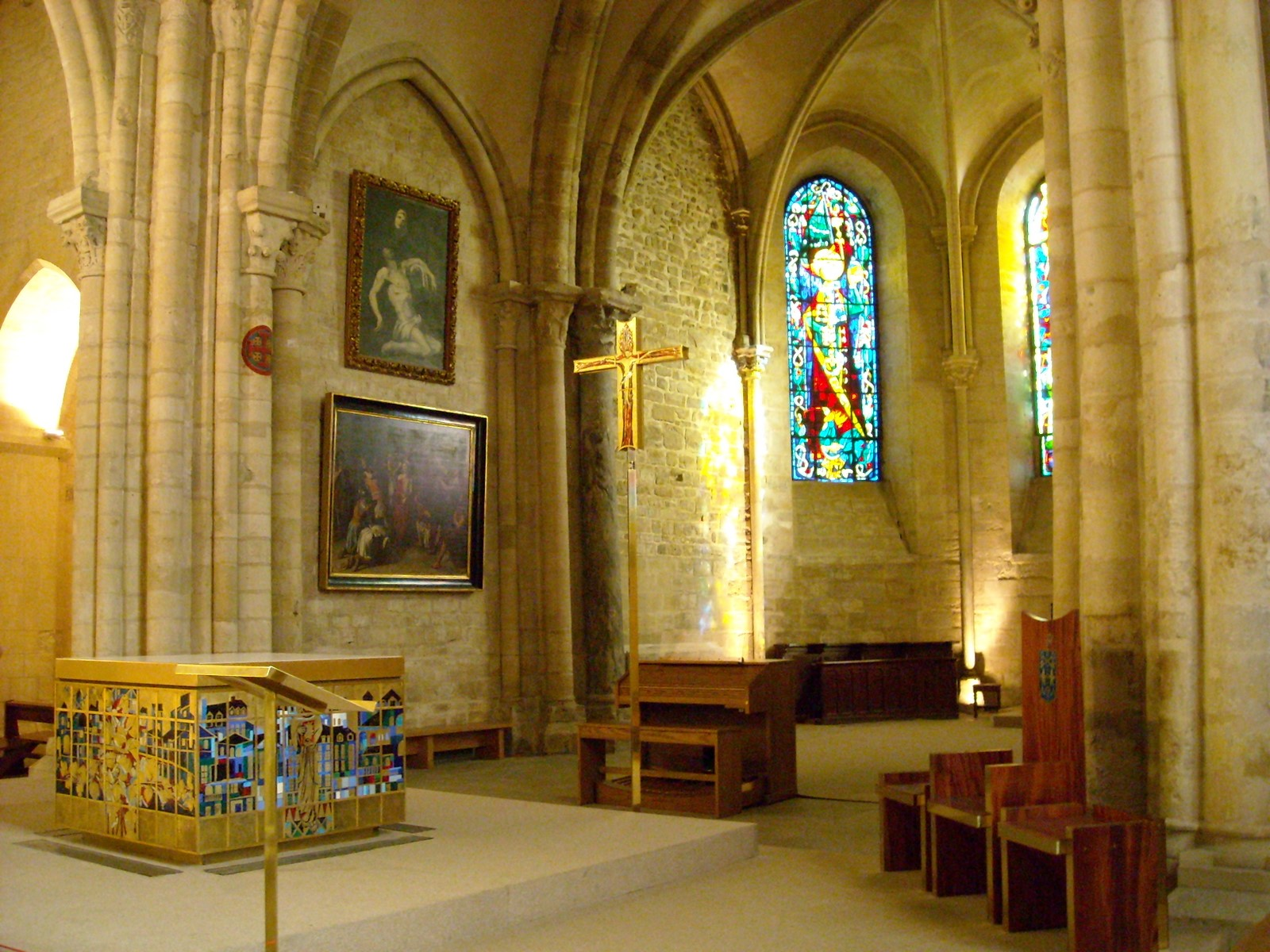
Внутреннее убранство церкви

Церковь Сен-Пьер-де-Монмартр (фр. Saint-Pierre de Montmartre) — одна из старейших католических церквей Парижа. Ведёт свою историю с XII века. Церковь расположена на холме Монмартр, в XVIII округе.

## История
Первоначально на этом месте существовал римский храм бога Марса. От него сохранились четыре мраморные колонны. Первая христианская церковь была создана здесь ещё в IX веке как перевалочное место для паломников, идущих к Сен-Дени. Король Людовик VI приобрёл эти земли в 1133 году с целью создания аббатства на Монмартре.
Церковь была перестроена и повторно освящена папой Евгением III в 1147 году. Во время церемонии освящения в храме присутствовали Пётр, аббат Клюни, а также Бернард Клервоский. Супруга короля Аделаида Савойская стала первой настоятельницей нового монастыря.
Согласно ряду исследователей биографии святителя Игнатия Лойолы, аббатство стало местом, где были приняты обеты, приведшие к созданию Ордена Иезуитов. Это событие произошло в 1535 году.
В 1590 году во время осады Парижа войском гугенотов Генрих IV занял Монмартр, а в качестве своей ставки выбрал аббатство и церковь.
Во время Великой французской революции аббатство было разрушено, а его настоятельницу Луизу де Монморанси казнили на гильотине. Церковь Сен-Пьер-де-Монмартр оказалась единственной, которая уцелела из всего комплекса зданий. Сначала здесь расположился Храм Разума, позже тут разместили склад продовольствия. В 1794 году на церковной башне установили первый оптический телеграф, проработавший вплоть до 1844 года. Примечательно, что с его помощью было принято сообщение о поражении армии Наполеона в битве при Ватерлоо.
К началу XX века церковь находилась в плохом состоянии, ей угрожал снос. Общественность вступилась за храм, здание сохранили и отреставрировали, здесь возобновились богослужения. Вторая мировая война принесла храму новые разрушения. Старинные готические витражи были уничтожены. Их восстановили в 1953 году.
Около церкви сохранилось маленькое кладбище Кальвэр (фр.), где похоронены несколько знаменитых жителей Парижа, включая скульптора Жана-Батиста Пигаля. Кладбище открыто для посещения только 1 ноября, в День Всех Святых.

## Архитектура и внутреннее убранство
Хор церкви возведен ещё в XII веке. При этом были использованы античные колонны с коринфскими капителями. Неф был значительно переделан в XV веке, а западный фасад — в XVIII веке. Отдельного внимания заслуживают бронзовые врата работы итальянского мастера Томмазо Джисмонди. Они украшены изображениями сцен жизни Святого Петра, Богоматери, Святого Дионисия.
В алтарной части расположены три больших витража, посвящённые Христу, Святому Петру и Святому Дионисию.
В 2006 году в храме появилась деревянная скульптура покровителя виноделов Святого Винсента из Испании.